# Bucinozomus hortuspalmarum
Genre
Espèce
Bucinozomus hortuspalmarum, unique représentant du genre Bucinozomus, est une espèce de schizomides de la famille des Hubbardiidae.

## Distribution
Cette espèce est endémique de Singapour.
Cette espèce a été découverte dans une serre tropicale à Francfort-sur-le-Main.

## Description
Le mâle holotype mesure 6,20 mm.

## Publication originale
- Armas & Rehfeldt, 2015 : « Stenochrus portoricensis, Zomus bagnallii and a new genus of schizomids (Schizomida: Hubbardiidae) from a greenhouse in Frankfurt am Main, Germany. » Arachnologische Mitteilungen, vol. 49, p. 55-61.